# Félix António de Brito Capello
Félix Antònio de Brito Capello (Viana do Castelo, 7 maggio 1828 – Lisbona, 14 febbraio 1879) è stato un biologo e aracnologo portoghese.
Faceva parte di una famiglia molto numerosa e bene in vista nella società portoghese del tempo. Aveva un fratello ammiraglio di marina, grazie al quale poté prendere parte a diverse spedizioni scientifiche e descrivere nuove specie in diversi ambiti della zoologia. Ha lavorato come naturalista e biologo al Museu da Escola Politecnica di Lisbona.

## Taxa descritti
Ha descritto e denominato molti taxa in vari ambiti della tassonomia animale, fra i quali:
- Atyaephyra Brito Capello, 1867 generi di crostacei della famiglia Atyidae, (Decapoda)
- Paraplectana Brito Capello, 1867 genere di ragni della famiglia Araneidae

- Actaea angolensis Brito Capello, 1867 crostaceo, Cancridae, (Decapoda)
- Atyaephyra rosiana Brito Capello, 1867 crostaceo, Atyidae, (Decapoda)
- Centroscymnus coelolepis Barbosa Du Bocage & Brito Capello, 1864 Dalatiidae, (Squaliformes)
- Deinopis anchietae Brito Capello, 1867 ragno, Deinopidae, (Araneae)
- Deinopis bubo Brito Capello, 1867 ragno, Deinopidae, (Araneae)
- Dentex parvulus Brito Capello, 1867 pesce, Sparidae, (Actinopterygii)
- Euprosthenops bayaonianus Brito Capello, 1867 ragno, Pisauridae, (Araneae)
- Firmicus bragantinus Brito Capello, 1866 ragno, Thomisidae, (Araneae)
- Hydrolagus affinis Brito Capello, 1868 pesce, Chimaeridae, (Chondrichthyes)
- Inachus aguiarii Brito Capello, 1876 crostaceo, Palinuridae, (Decapoda)
- Lambrus setubalensis Brito Capello, 1867 crostaceo, Parthenopidae, (Decapoda)
- Leucauge cabindae Brito Capello, 1866 ragno, Tetragnathidae, (Araneae)
- Nephila bragantina Brito Capello, 1867 ragno, Araneidae, (Araneae)
- Palinurus regius Brito Capello, 1864 crostaceo, Majidae, (Decapoda)
- Paraplectana cabindae Brito Capello, 1867 ragno, Araneidae, (Araneae)
- Podophtalma bayonniana Brito Capello, 1867 ragno, Araneidae, (Araneae)
- Synaptura lusitanica Brito Capello, 1867 pesce, Soleidae, (Actinopterygii).

## Taxa denominati in suo onore
Alcune specie animali sono state denominate in suo onore:
- Achatina capelloi Festado (Achatinidae), (Gastropoda)
- Leucauge capelloi Simon, 1903 (Tetragnathidae), (Araneae)
- Peroderma capelloi Osorio, 1888 (Copepoda)
- Rhyparobia capelloi (Bolívar, 1889) (Blaberidae), (Blattodea)

## Pubblicazioni sui ragni
- Brito Capello, F. A. de, 1866 - Especies novas ou pouco conhecidas d'arachnidios d'Africa occidental. J. sci. Acad. sci. Lisboa vol.1, pp. 79–88.
- Brito Capello, F. A. de, 1867 - Descripçaode algunas especies novas ou pouco conhecidas de Crustaceo e Arachnidios de Portugal e possessoes portuguezas do Ultramar. Mem. Acad. sci. Lisboa vol.4(1), pp. 1–17

| Brito Capello è l'abbreviazione standard utilizzata per le specie animali descritte da Félix António de Brito Capello. Categoria:Taxa classificati da Félix António de Brito Capello |